# Jacob Mühlrad
Jacob Benjamin Mühlrad, född 9 april 1991 i Stockholm, är en svensk kompositör som har samarbetat med många stora svenska och internationella musikinstitutioner. Han har fått sina verk uppförda på scener som Carnegie Hall i New York, Norska Operan och National Portrait Gallery i London. Vid sidan av konstmusiken har Mühlrad också samarbetat med populära svenska artister som Swedish House Mafia, Eva Dahlgren och Silvana Imam. 

## Biografi
Mühlrad började med musik som 14-åring. När han var 15 år hittade han en gammal trasig synth och började spela och improvisera på den. Han fortsatte sedan med piano och tog lektioner av Staffan Scheja. Han upptäcktes som 18-åring av Sven-David Sandström som 2010 började ge honom privatlektioner. På grund av svår dyslexi hade han det extra mödosamt att lära sig läsa och skriva noter. Han har även studerat vid Gotlands Tonsättarskola, Kungliga Musikhögskolan och en masterutbildning vid Royal College of Music.
Mühlrad har komponerat verk åt bland annat Berwaldhallen, Sveriges Radiokör, Kungliga filharmonikerna, Sveriges Radiosymfoniker, Norrbotten NEO, Sofia Vokalensemble och Blåsarsymfonikerna. Han samarbetar med bland andra Bambergsymfonikerna, S:t Paul's kammarorkester och Norska kammarorkestern. Han har studerat hos Sven-David Sandström, Pär Lindgren, Karin Rehnqvist och Djuro Zivkovic samt musiker som Staffan Scheja. Mühlrad har också samarbetat med framstående solister som Martin Fröst, Fredrik Ekdahl och Johannes Rostamo.
Bland hans mest kända verk finns "Anim Semiraus", pianoverket "An Echo of Memories", uruppfört av Staffan Scheja på Konstakademien 2015, ”Silent Prayer”, en predikan för fagott, ”Nigun”, en musikalisk abstraktion av en judisk gudstjänst för Radiokören och Kungliga Musikhögskolans kammarkör, sänt i Sveriges Radio P2 2014 och "Through and Through", ett möte mellan visuell konst, dans och konstmusik.
2016 debuterade Mühlrad i Carnegie Hall i New York.
Som barnbarn till judiska överlevare från Förintelsen tilldelades han på Dramaten Micael Bindefelds stipendium till minnet av Förintelsen (300 000 kronor) på Förintelsens minnesdag 27 januari 2017. Stipendiet var avsett för produktionen av ett körverk, Kaddish, med Radiokören och Eva Dahlgren, baserat på hans morfars upplevelser.  År 2018 tilldelades Jacob Mühlrad 750 000 kronor i ett specialstipendium från Anders Walls Stiftelser. Stipendiet var det dittills största som delats ut av stiftelsen och skulle bidra till Jacob Mühlrads vidareutveckling som kompositör.
Den 4 augusti 2017 debuterade Mühlrad som sommarpratare i Sveriges Radio P1.
Ett flertal av hans verk är beställda av framstående symfoniorkestrar internationellt. Hans verk Time (2018) sambeställdes av svenska Radiokören, Västtyska radiokören, Capella San Francisco och Tapiolakören i Helsingfors.
2019 släppte Mühlrad sitt debutalbum Time, som samlade några av kompositörens viktigaste verk, däribland Anim Zemirot, Nigun och Kaddish. Albumet släpptes genom det anrika klassiska skivbolaget Deutsche Grammophon, ägt av Universal Music.
Mühlrad har också verkat som föreläsare på TedX. Sedan 2015 är hans musik förlagd hos Gehrmans musikförlag. Han är även medkompositör på Silvana Imams Grammisnominerade skiva Naturkraft (2016).
Mühlrad komponerade soundtracket till filmen Bränn alla mina brev, som släpptes som ett album 2022 och en solo piano-EP 2023 av Warner Classics.
I oktober 2024 hade en komposition av Mühlrad premiär på Malmö Konserthus, där en robotcellist för första gången i musikhistorien uppträdde tillsammans med Malmö Symfoniorkester. I december 2024 samarbetade Mühlrad med DJ:n och producenten Anyma och bildkonstnären Alexander Wessely för att integrera kompositionerna för robotcellister i showen "Afterlife presents Anyma: The End of Genesys" på Sphere i Las Vegas.
I februari 2025 uruppfördes Jacob Mühlrads komposition Heliopauses på Festival Présences, arrangerat av Radio France, tillsammans med verk av bland andra Olga Neuwirth. 

## Priser och utmärkelser
- 2017 – Micael Bindefelds stipendium till minnet av Förintelsen
- 2017 – Rosenborg-Gehrmans stipendium till ung tonsättare[22]
- 2018 – Specialstipendium från Anders Walls Stiftelser[10]
- 2018 – TCO:s kulturpris[23]
- 2019 – Sveriges bäst klädda man på Ellegalan
- 2019 – Nominerad på Grammisgalan för bästa debutalbum